# Surfen op de Olympische Zomerspelen 2024
Surfen is een van de sporten op de Olympische Zomerspelen 2024 in Parijs. Er wordt gesurft op een shortboard en het is de tweede keer dat de sport op het olympisch programma staat. In totaal doen er 48 atleten mee aan twee evenementen. Het surfen vindt plaats op het strand van Teahupo'o op Tahiti in Frans-Polynesië.

## Kwalificatie
Bij zowel de mannen als de vrouwen zijn er 24 quotaplaatsen te vullen voor het surfen. Daarbij geldt dat elk Nationaal Olympisch Comité (NOC) in beginsel maximaal twee atleten per evenement mag afvaardigen. Gastland Frankrijk is verzekerd van een quotaplaats voor beide evenementen. De eerste tien mannelijke en acht vrouwelijke surfers kwalificeren zich via de World Surf League 2023. De vijf continentale kwalificatieplaatsen worden vergeven via de World Surfing Games 2023 en de Pan-Amerikaanse Spelen 2023. Voor deze plekken geldt dat de atleet minimaal in de top dertig geëindigd moet zijn.
Vijf mannelijke en zeven vrouwelijke surfers plaatsen zich vervolgens via de World Surfing Games 2024. Daarnaast verdient het hoogst geëindigde team een (extra) quotaplaats voor het NOC, ook als deze al met twee atleten bij het respectievelijke evenement vertegenwoordigd is. Het hoogst geëindigde team bij de World Surfing Games 2022 verdient eveneens een (extra) quotaplaats voor het NOC, ook als deze al met twee atleten bij het respectievelijke evenement vertegenwoordigd is. In het geval dat het NOC al met drie atleten vertegenwoordigd is, komt de quotaplaats toe aan het eerstvolgende team van de World Surfing Games 2022. De olympische tripartitecommissie vergeeft tot slot een plaats aan een atleet van een kleinere NOC.
| Toernooi                        | Datum                          | Locatie          | Mannen   | Mannen        | Mannen          | Vrouwen  | Vrouwen          | Vrouwen       |
| Toernooi                        | Datum                          | Locatie          | Plaatsen | Land          | Atleet          | Plaatsen | Land             | Atleet        |
| ------------------------------- | ------------------------------ | ---------------- | -------- | ------------- | --------------- | -------- | ---------------- | ------------- |
| Gastland                        | 13 september 2017              | –                | 1        | Frankrijk     |                 | 1        | Frankrijk        |               |
| World Surf League 2023          | 29 januari – 15 september 2023 | –                | 10       |               |                 | 8        |                  |               |
| World Surfing Games 2023        | 30 mei – 7 juni 2023           | La Libertad      | 1        | Zuid-Afrika   | Jordy Smith     | 1        | Zuid-Afrika      | Sarah Baum    |
| World Surfing Games 2023        | 30 mei – 7 juni 2023           | La Libertad      | 1        | Japan         | Kanoa Igarashi  | 1        | Japan            | Shino Matsuda |
| World Surfing Games 2023        | 30 mei – 7 juni 2023           | La Libertad      | 1        | Frankrijk     | Kauli Vaast     | 1        | Frankrijk        | Vahiné Fierro |
| World Surfing Games 2023        | 30 mei – 7 juni 2023           | La Libertad      | 1        | Nieuw-Zeeland | Billy Stairmand | 1        | Nieuw-Zeeland    | Safi Vette    |
| Pan-Amerikaanse Spelen 2023     | 24 – 30 oktober 2023           | Punta de Lobos   | 1        |               |                 | 1        |                  |               |
| World Surfing Games 2024        | 22 februari – 2 maart 2024     | Arecibo          | 5        |               |                 | 7        |                  |               |
| World Surfing Games 2024        | 22 februari – 2 maart 2024     | Arecibo          | 1        |               |                 | 1        |                  |               |
| World Surfing Games 2022        | 16 – 24 september 2022         | Huntington Beach | 1        | Japan         |                 | 1        | Verenigde Staten |               |
| Uitnodiging tripartitecommissie | –                              | –                | 1        |               |                 | 1        |                  |               |
| Totaal                          |                                |                  | 24       |               |                 | 24       |                  |               |

## Medailles

### Medaillewinnaars
| Onderdeel | Goud | Goud           | Zilver | Zilver              | Brons | Brons          |
| --------- | ---- | -------------- | ------ | ------------------- | ----- | -------------- |
| Mannen    | FRA  | Kauli Vaast    | AUS    | Jack Robinson       | BRA   | Gabriel Medina |
|           |      |                |        |                     |       |                |
| Vrouwen   | USA  | Caroline Marks | BRA    | Tatiana Weston-Webb | FRA   | Johanne Defay  |

### Medaillespiegel
| Plaats | Land             | NOC    | Goud | Zilver | Brons | Totaal |
| ------ | ---------------- | ------ | ---- | ------ | ----- | ------ |
| 1      | Frankrijk        | FRA    | 1    | 0      | 1     | 2      |
| 2      | Verenigde Staten | USA    | 1    | 0      | 0     | 1      |
| 3      | Australië        | AUS    | 0    | 1      | 1     | 2      |
| 4      | Canada           | CAN    | 0    | 0      | 1     | 1      |
| Totaal | Totaal           | Totaal | 2    | 2      | 2     | 6      |